# Scabiosa persica
Scabiosa persica là một loài thực vật có hoa trong họ Kim ngân. Loài này được Boiss. miêu tả khoa học đầu tiên năm 1849.